# Alisa Ganíyeva
Alisa Arkádievna Ganíyeva (en ruso: Али́са Арка́дьевна Гани́ева) su apellido a veces se transcribe como Ganíeva; Moscú, 23 de septiembre de 1985) es una escritora y crítica literaria rusa.

## Biografía
Alisa Ganíyeva nació en la capital rusa, pero pasó los primeros años de su vida en Gunib, un pequeño pueblo montañoso de Daguestán, república norcaucásica de la Federación Rusa, de donde proviene su familia. Después empezó a ir a una escuela en Majachkalá, la capital daguestana, lo que supuso "un gran choque" para ella, ya que allí no hablaban su idioma natal, el ávaro, sino el ruso, que ella entonces desconocía.
Más tarde se mudó a Moscú. Sobre aquella época, recuerda: "El cambio de Majachkalá a Moscú fue mucho más fácil, aunque el primer año todavía me distinguía mucho de mis compañeros de curso por mi ingenuidad infantil y el  desconocimiento de las realidades de la vida adulta. Bien por mi trenza larga, bien por mi aspecto caucásico, la policía me paraba a cada instante y me retenía durante largo rato en comisaría. Lo que les turbaba, sobre todo, era mi apellido, pues en aquellos años aún vivían las terroristas Ganíeva, unas hermanas de Chechenia. Al mismo tiempo, el sinfín de impresiones vívidas y la sensación de total libertad hicieron de ese tiempo en Moscú un período sumamente hermoso".
Ganíyeva firma con su apellido sus artículos periodísticos y de crítica literaria, así como sus cuentos semiinfantiles, que, según ella misma dice, son herederos de los textos del inglés Lewis Carroll y del ruso Daniil Jarms. La ficción sobre Daguestán, en cambio, la firma con el seudónimo masculino de Gulá Jiráchev.
Colabora con artículos y relatos en diversos medios: las revistas mensuales Znamia, Novy Mir, Oktiabr, los semanarios Literatúrnaya Rossía, NG-Ex Libris, entre otros.
Como crítica literaria pertenece al grupo PoPuGán, nacido en 2009 e integrado, además, por Yelena Pogorélaya y Valeria Pustovaya.
Su obra ha recibido en Rusia varios premios.
En español publicó ¡Salam, Dalgat! y Demonios, ambas obras con el seudónimo Gulá Jiráchev. Aparecieron en la antología El segundo círculo, editorial La Otra Orilla, 2011. El segundo fue traducido por Marta Rebón y el primero, por esta junto con Olga Korobenko.

## Premios
- Premio Gorki 2009 por serie de artículos de crítica literaria publicados en los años 2007-2008[3]
- Premio Debut 2009 por Salam, Dalgat

## Libros
- Salam, Dalgat  (Салам тебе, Далгат!, АСТ: Астрель, 2010), novela corta, cuentos, ensayos
- El vuelo del arqueoptérix (Полёт археоптерикса, М.: Независимая газета, 2010), crítica literaria y ensayos
- Monte festivo (Праздничная гора, М.: Астрель, 2012), novela. Traducida al castellano como La montaña festiva (Editorial Turner, 2015) ISBN 978-84-16354-33-7.